# Passionsfenster (Le Faouët)

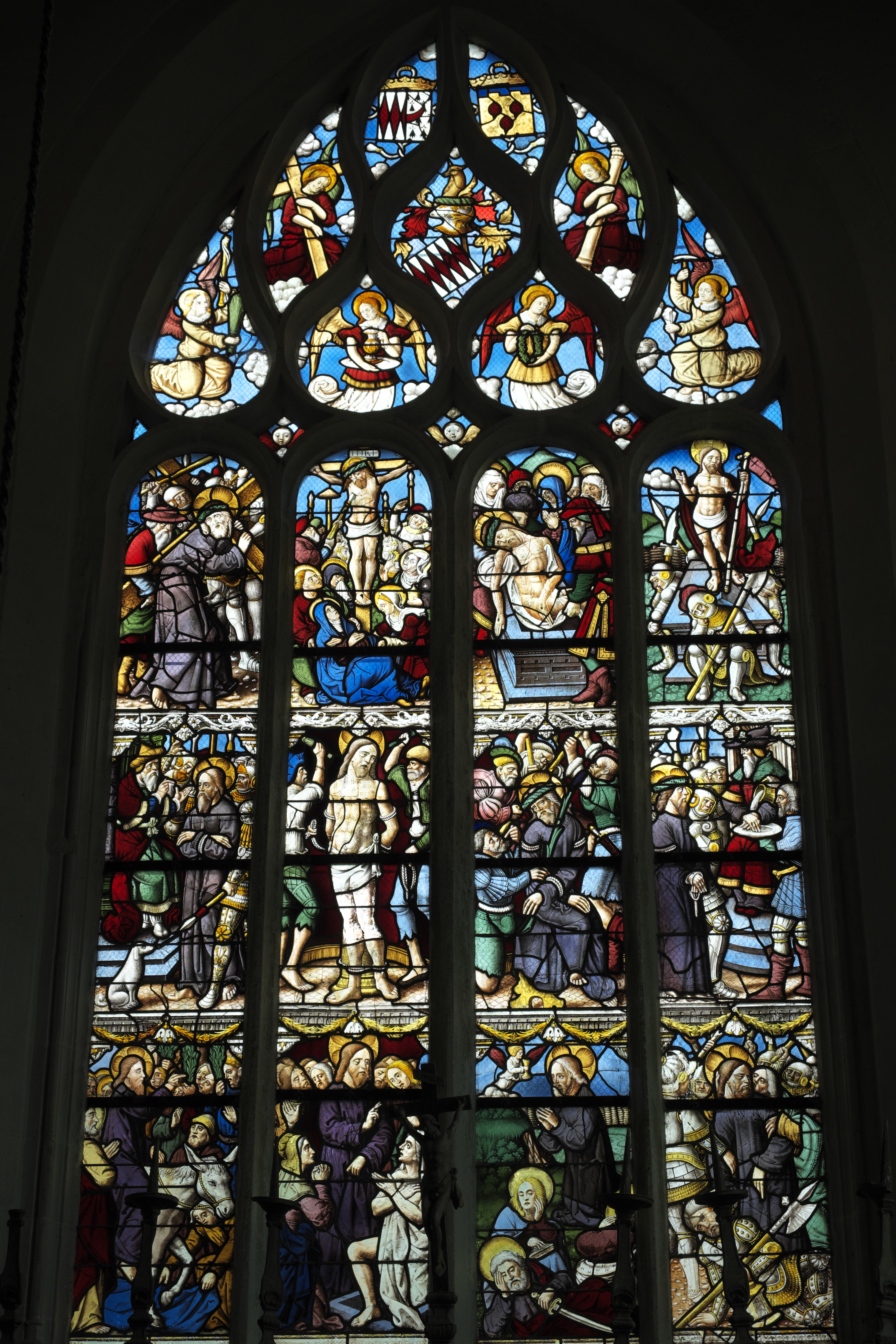
Passionsfenster in Le Faouët

Das Passionsfenster in der katholischen Kapelle St-Fiacre in Le Faouët, einer französischen Gemeinde im Département Morbihan in der Region Bretagne, wurde Mitte des 16. Jahrhunderts geschaffen. Das Bleiglasfenster wurde 1862 als Monument historique in die Liste der Baudenkmäler in Frankreich aufgenommen.
Das Fenster wurde von einer unbekannten Werkstatt geschaffen. Es zeigt verschiedene Szenen aus dem Leidensweg Jesu.
Neben dem Passionsfenster sind noch vier weitere Fenster aus der Zeit der Renaissance in der Kapelle erhalten (siehe Navigationsleiste).

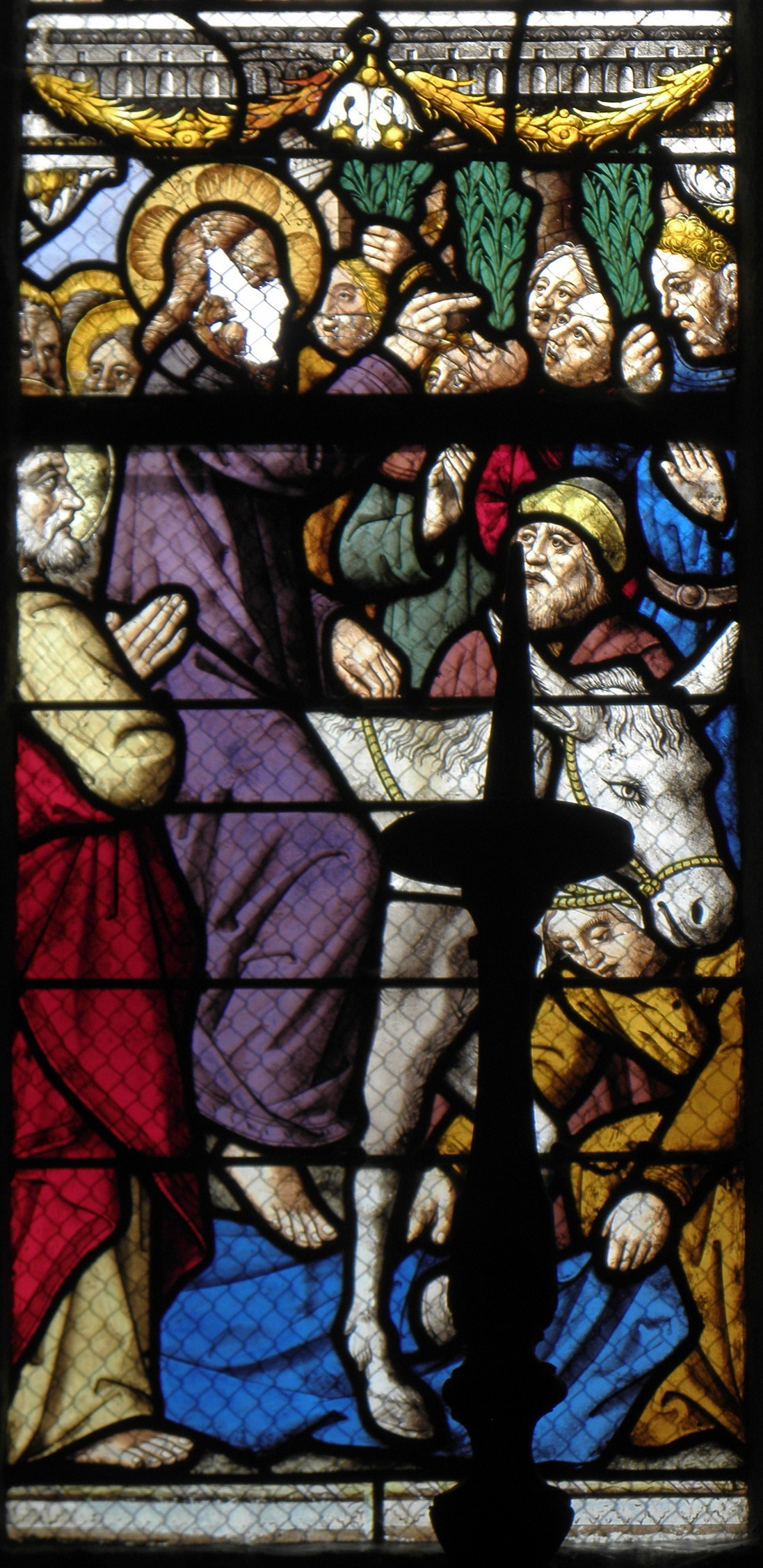
Einzug Jesu in Jerusalem
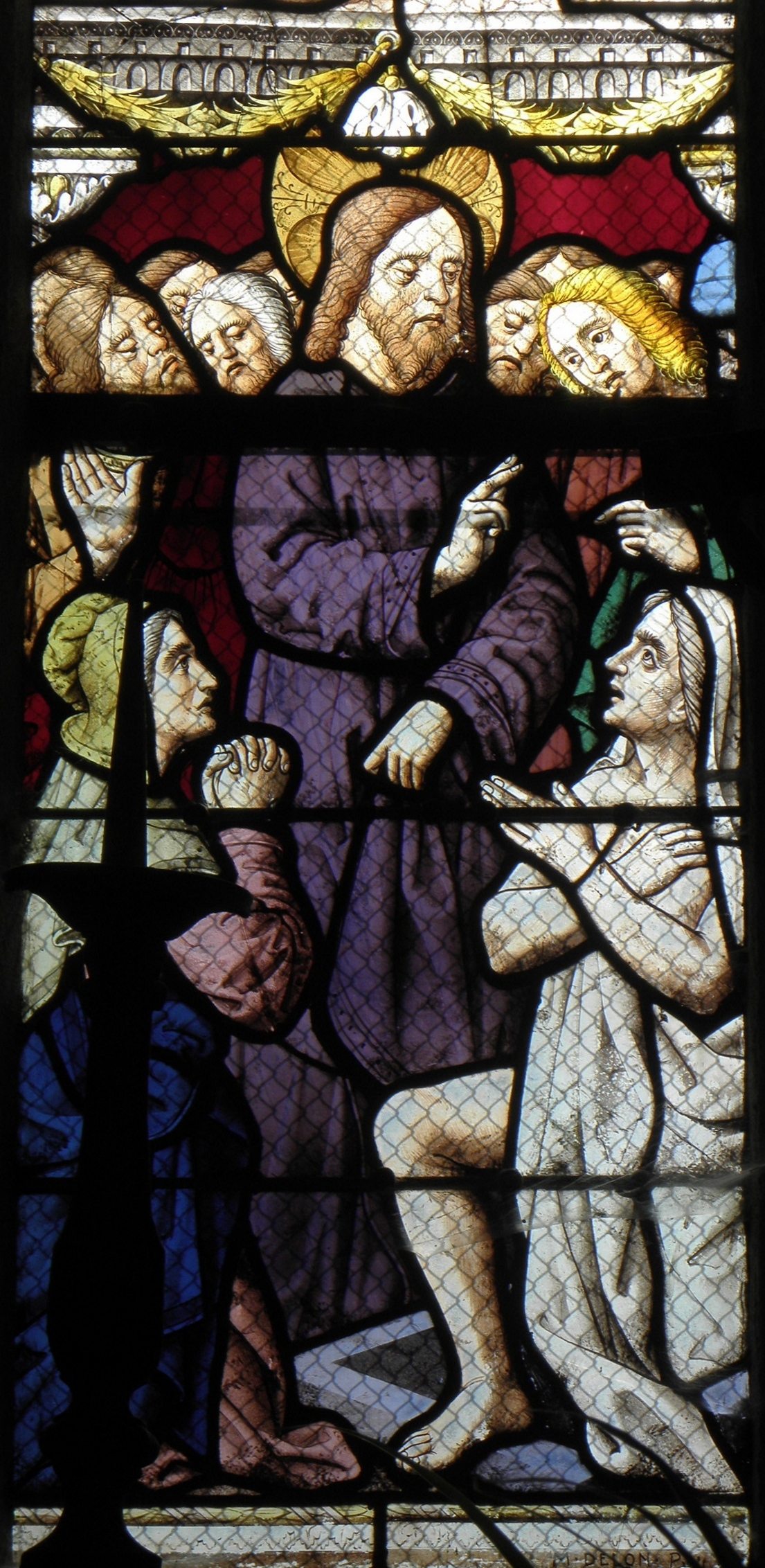
Auferweckung des Lazarus
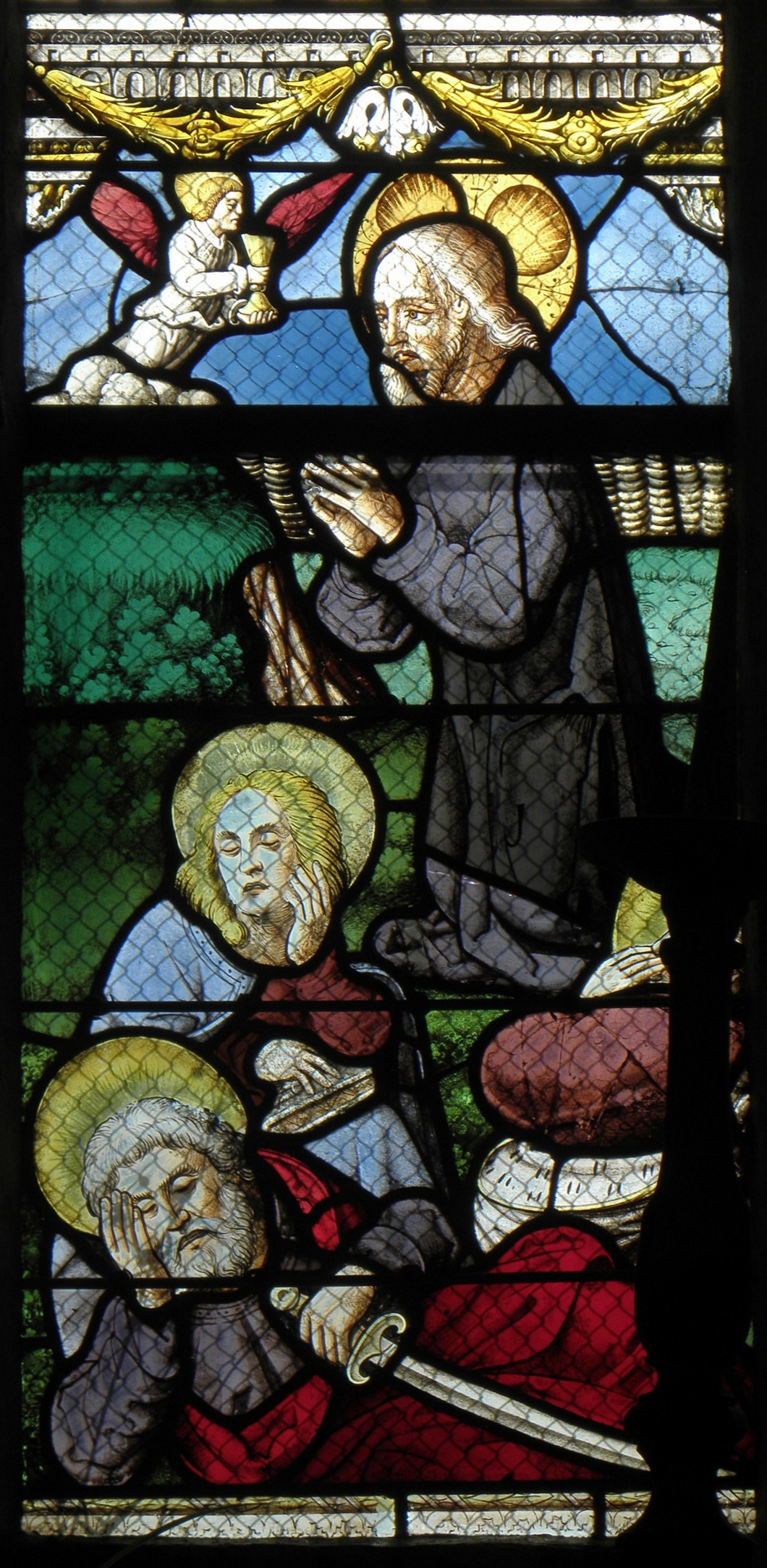
Jesus und die schlafenden Jünger am Ölberg
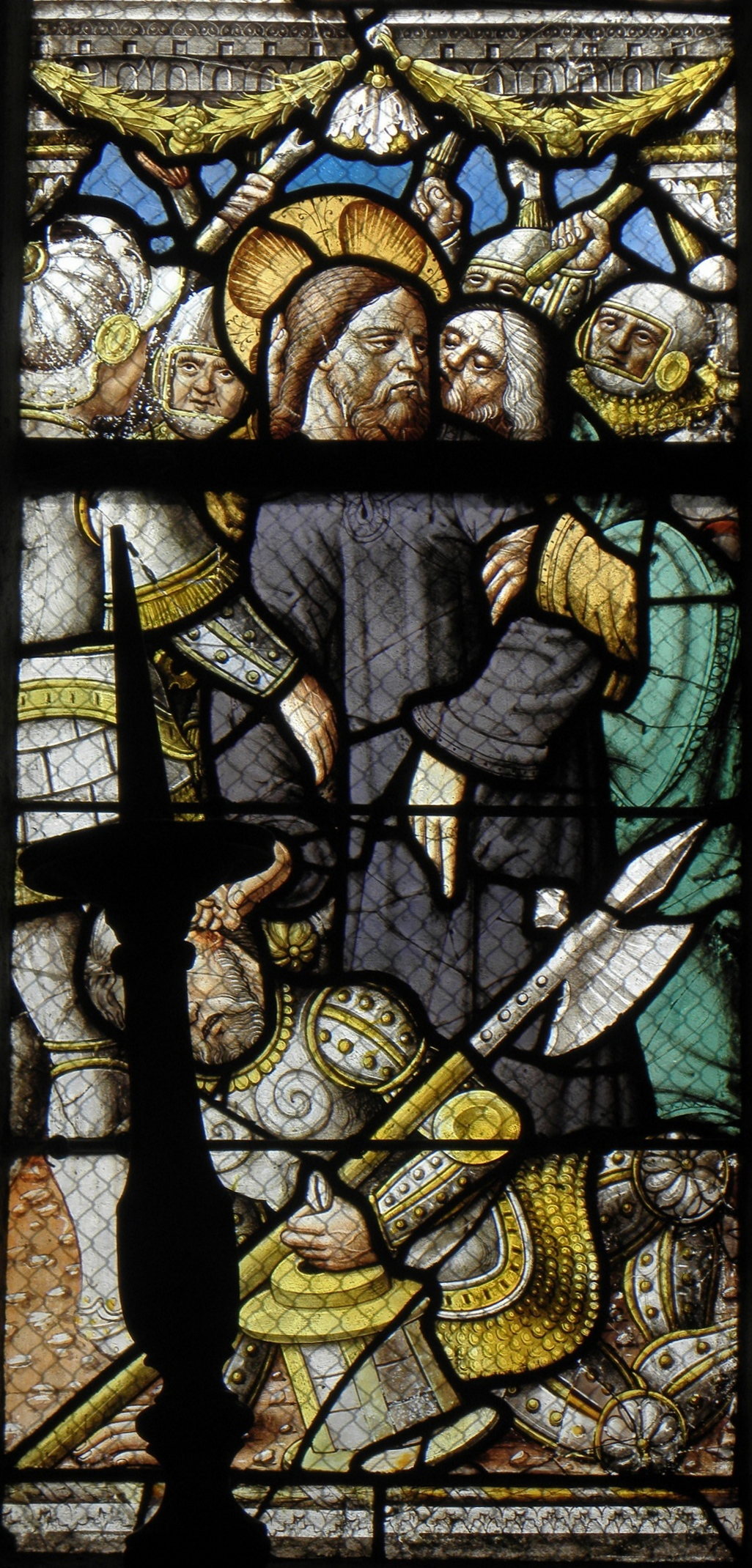
Gefangennahme Jesu und Judaskuss
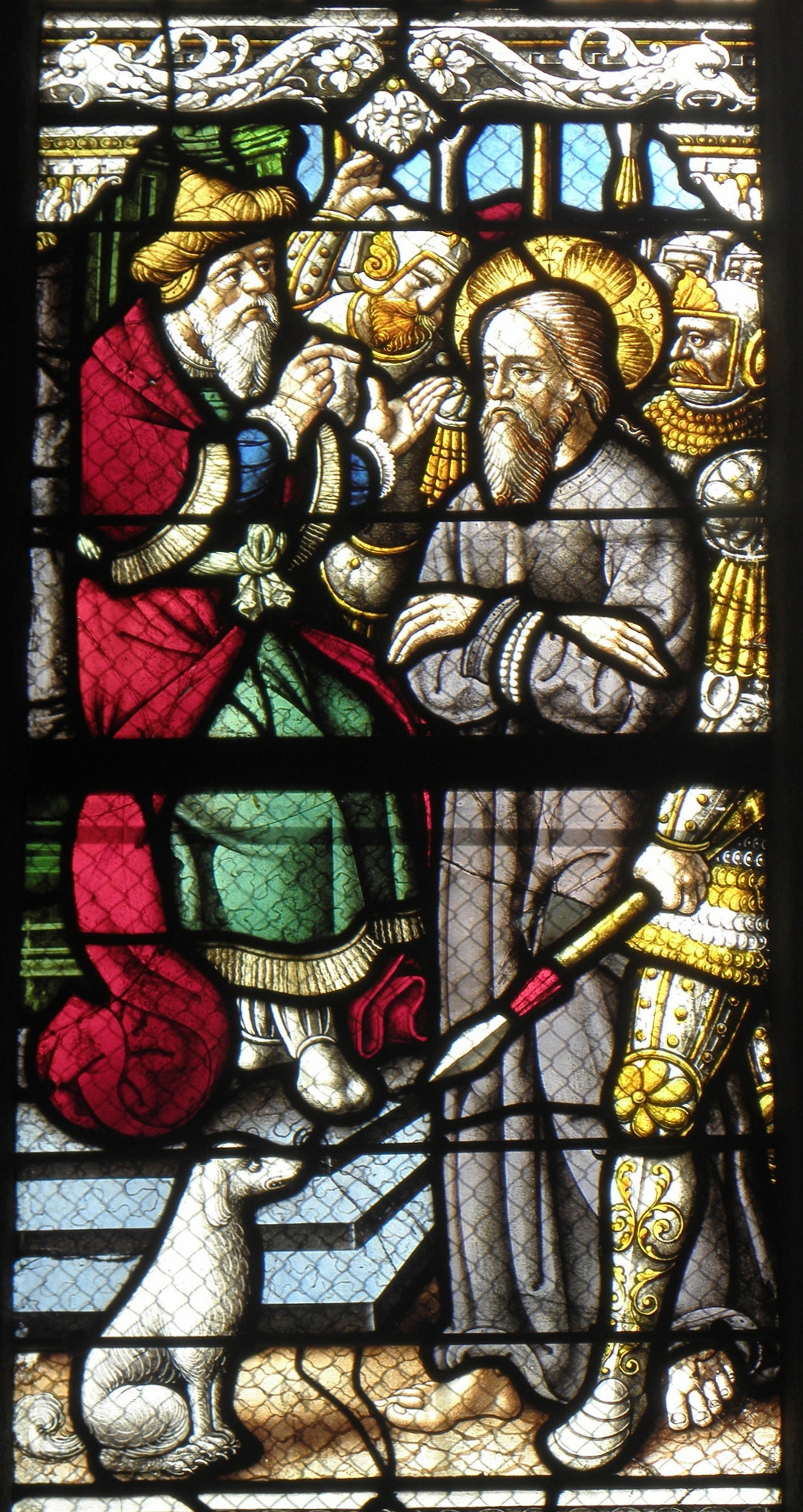
Jesus vor dem Hohenpriester Kajaphas
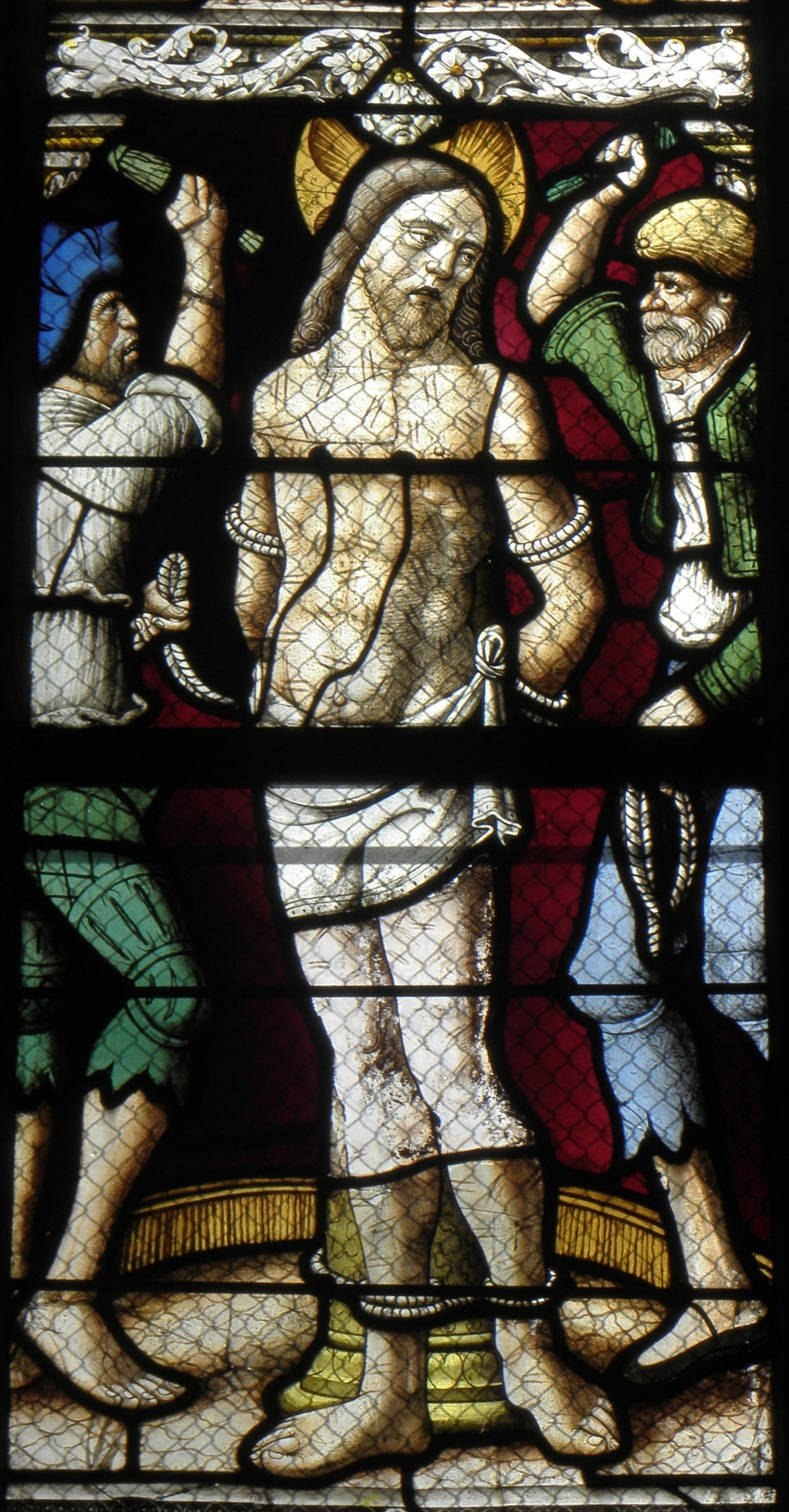
Jesus wird gegeißelt
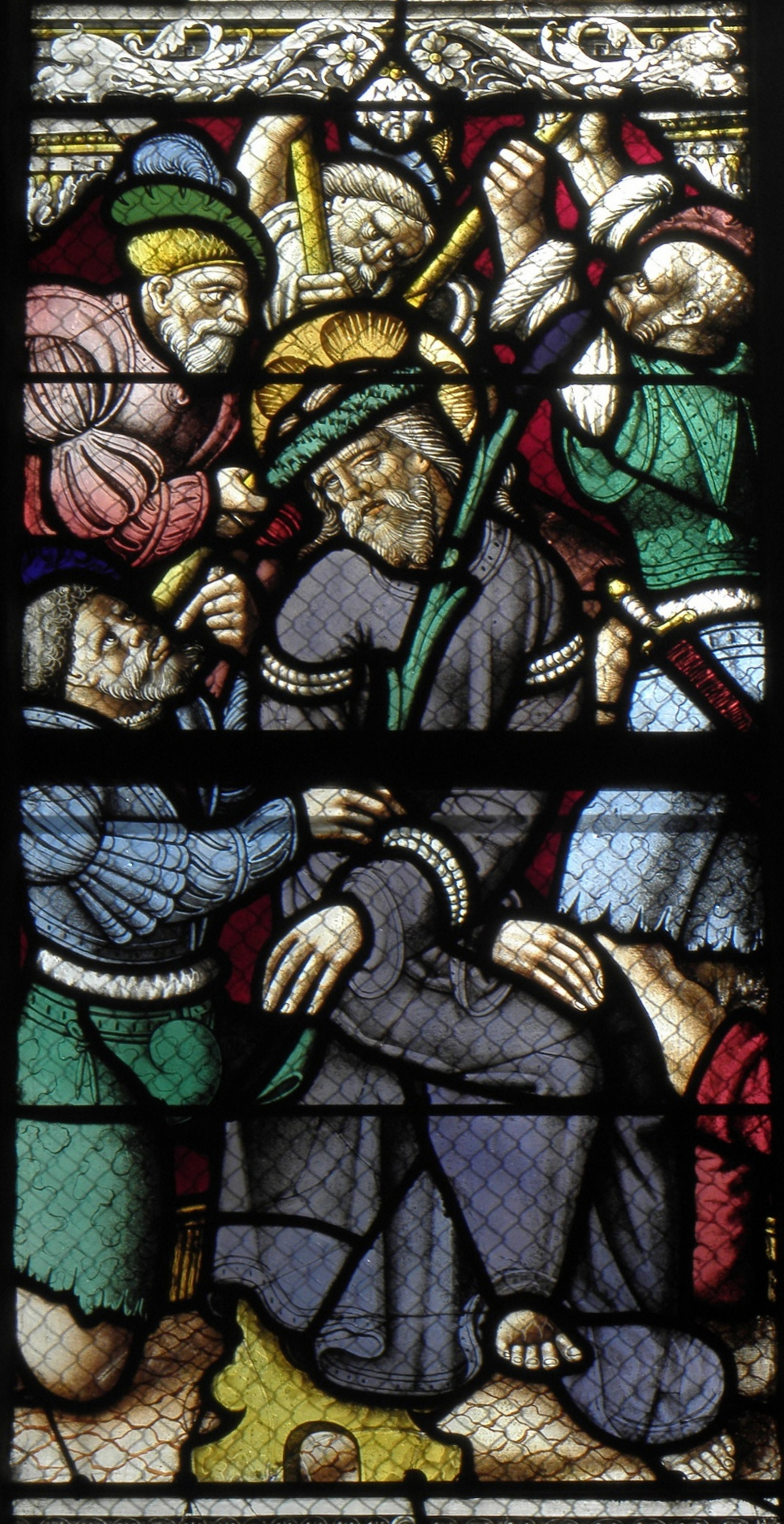
Jesus wird die Dornenkrone aufgesetzt
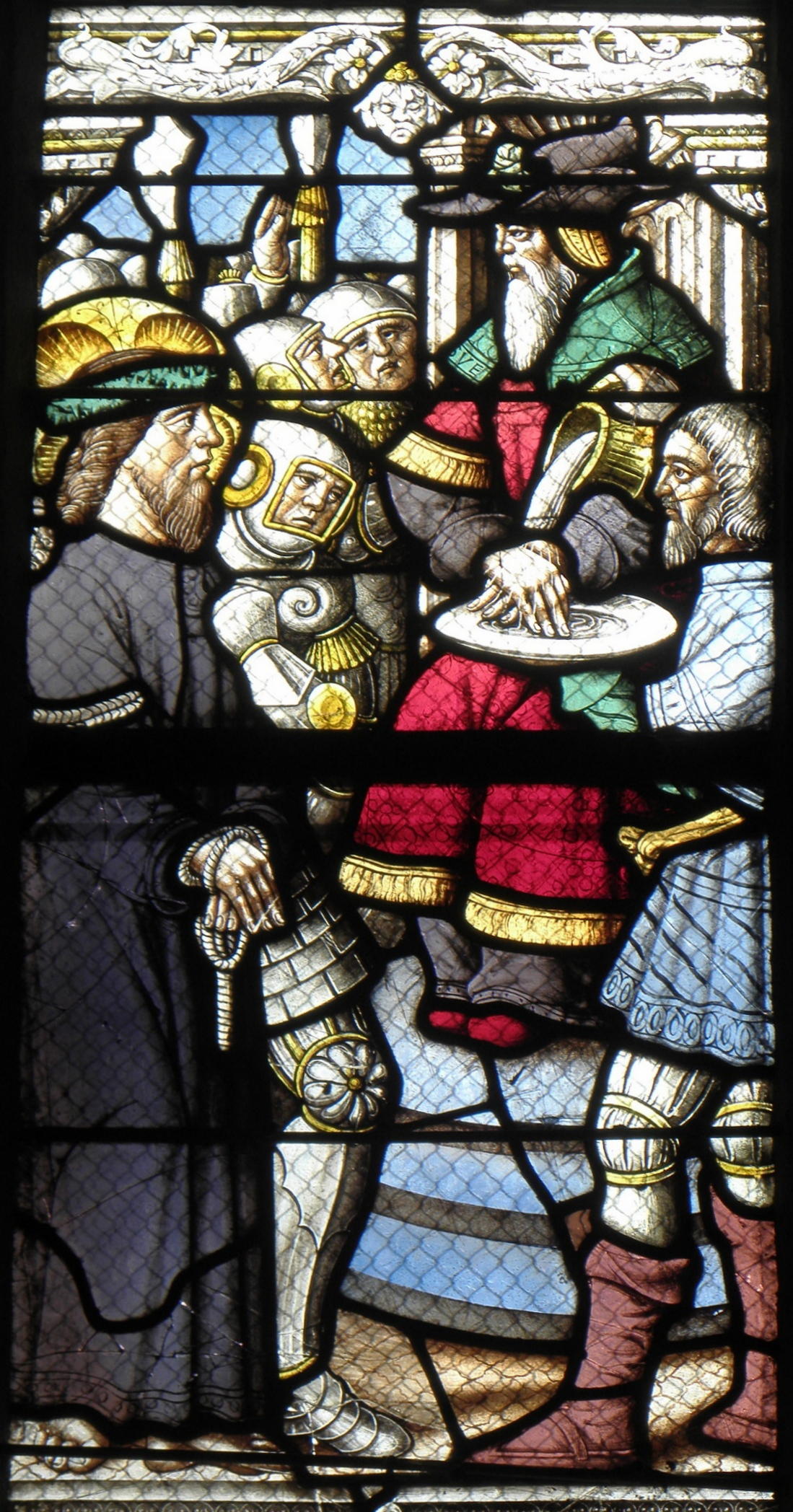
Pilatus wäscht sich die Hände in Unschuld
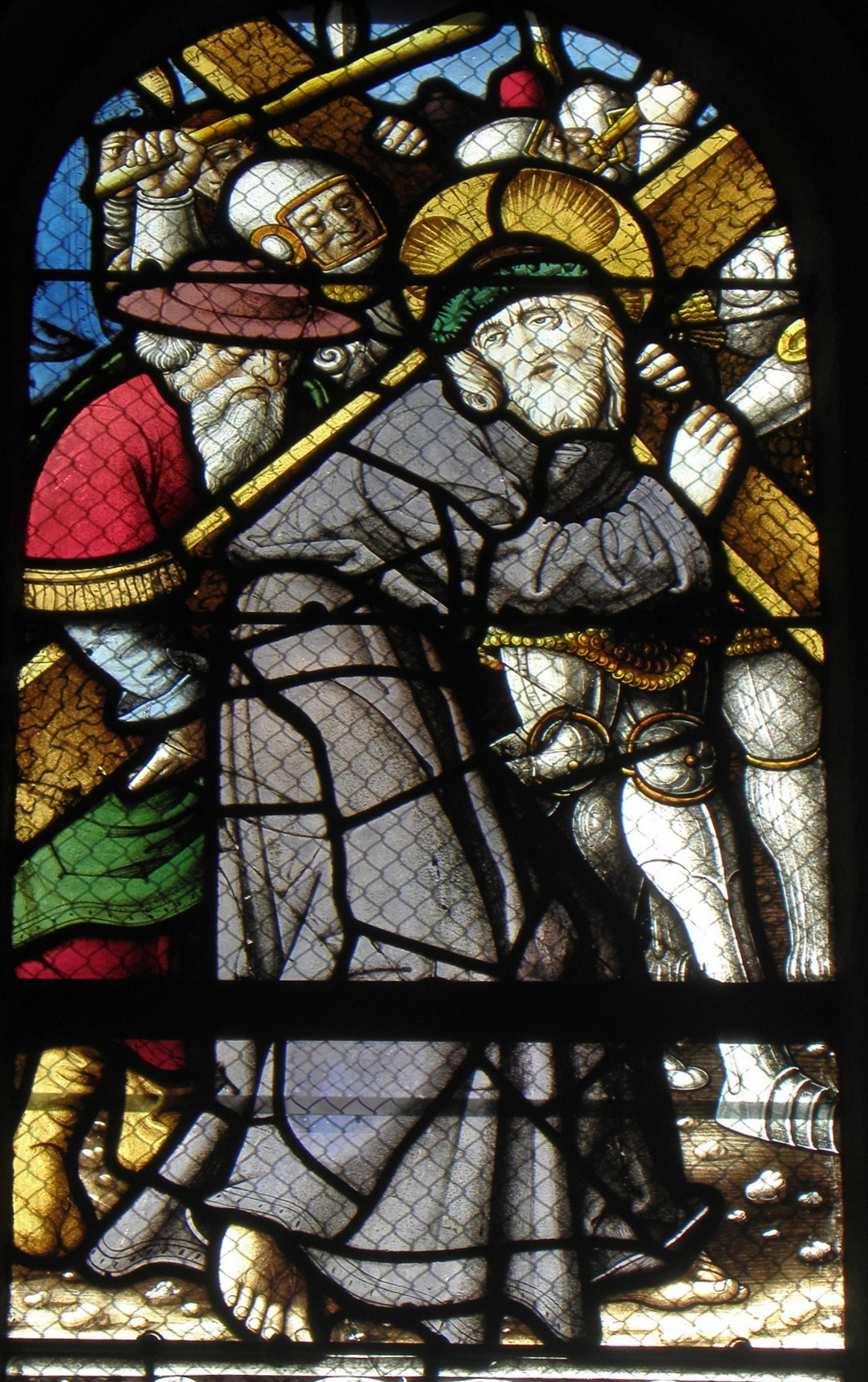
Jesus trägt das Kreuz
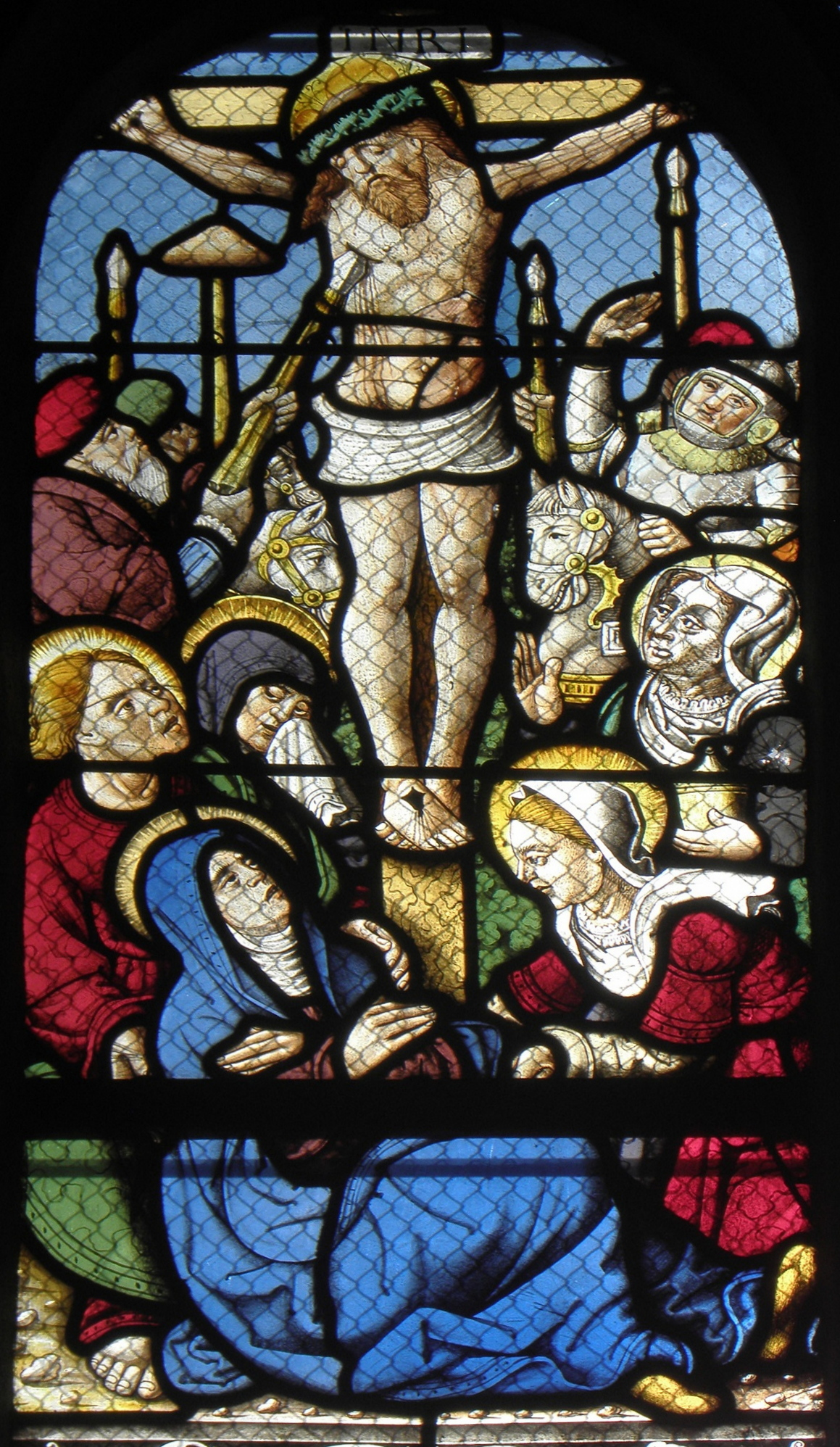
Kreuzigungsgruppe
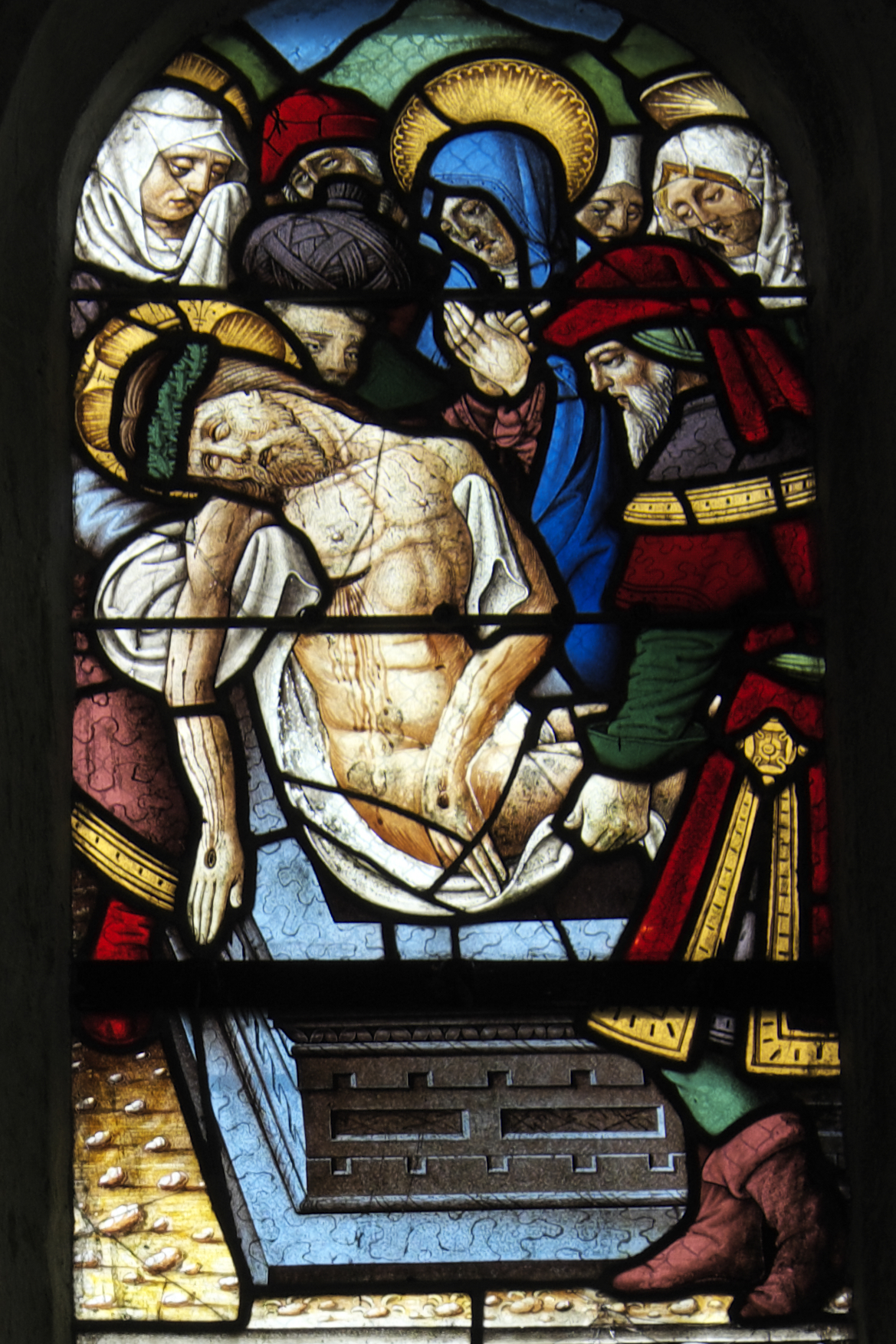
Grablegung Christi
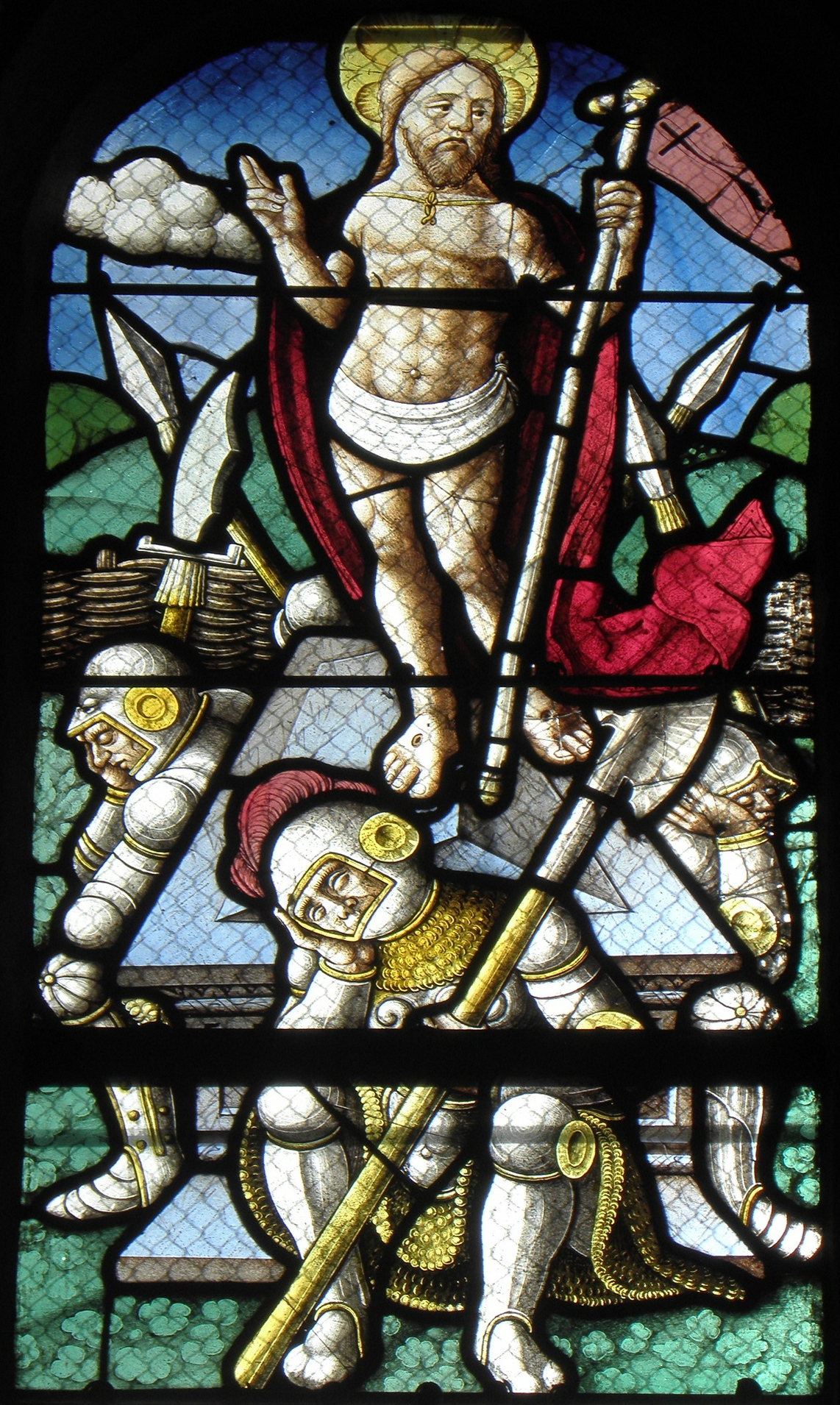
Auferstehung Jesu Christi
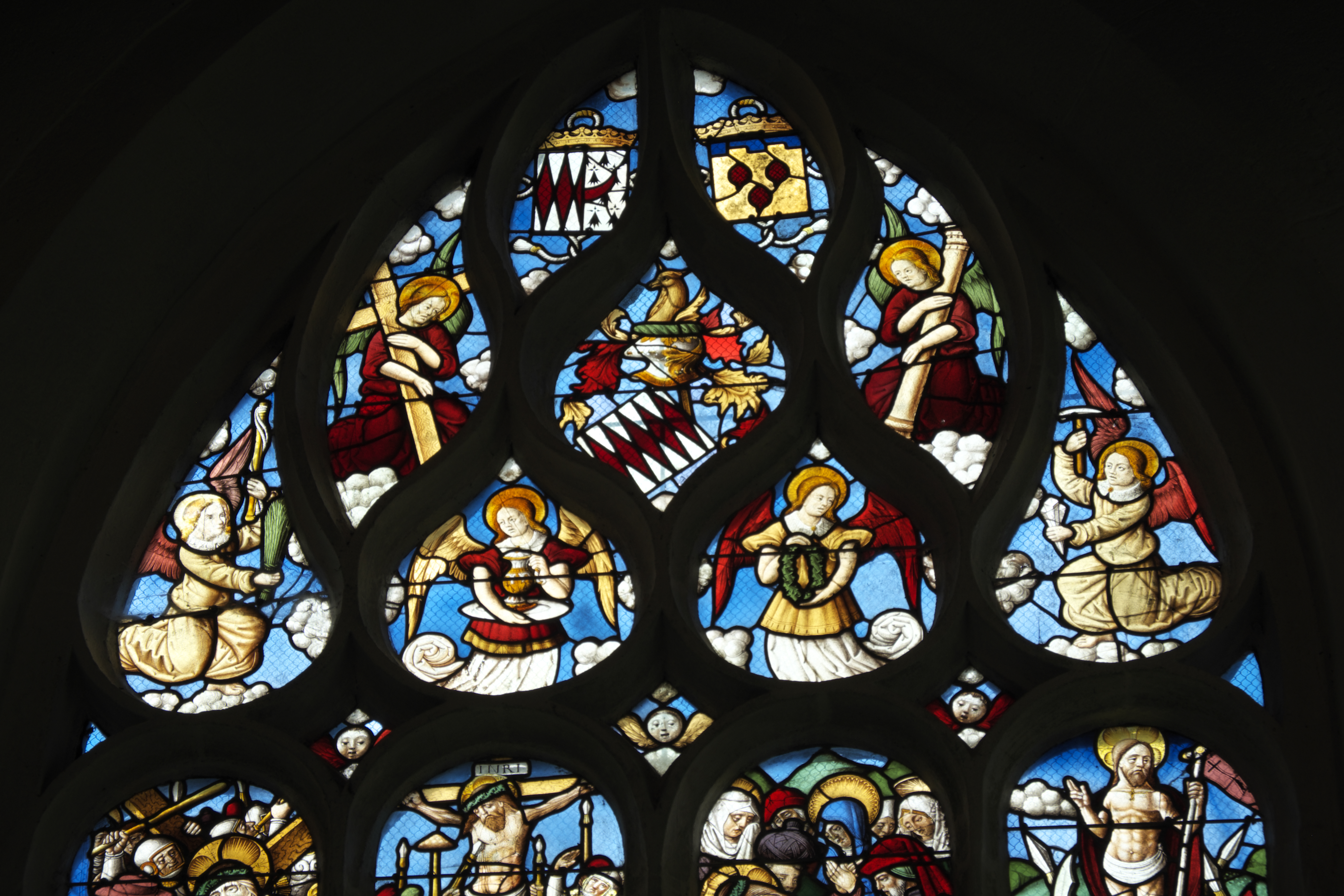
Maßwerk mit Wappen und Engeln mit den Arma Christi